# Ovinicoltura

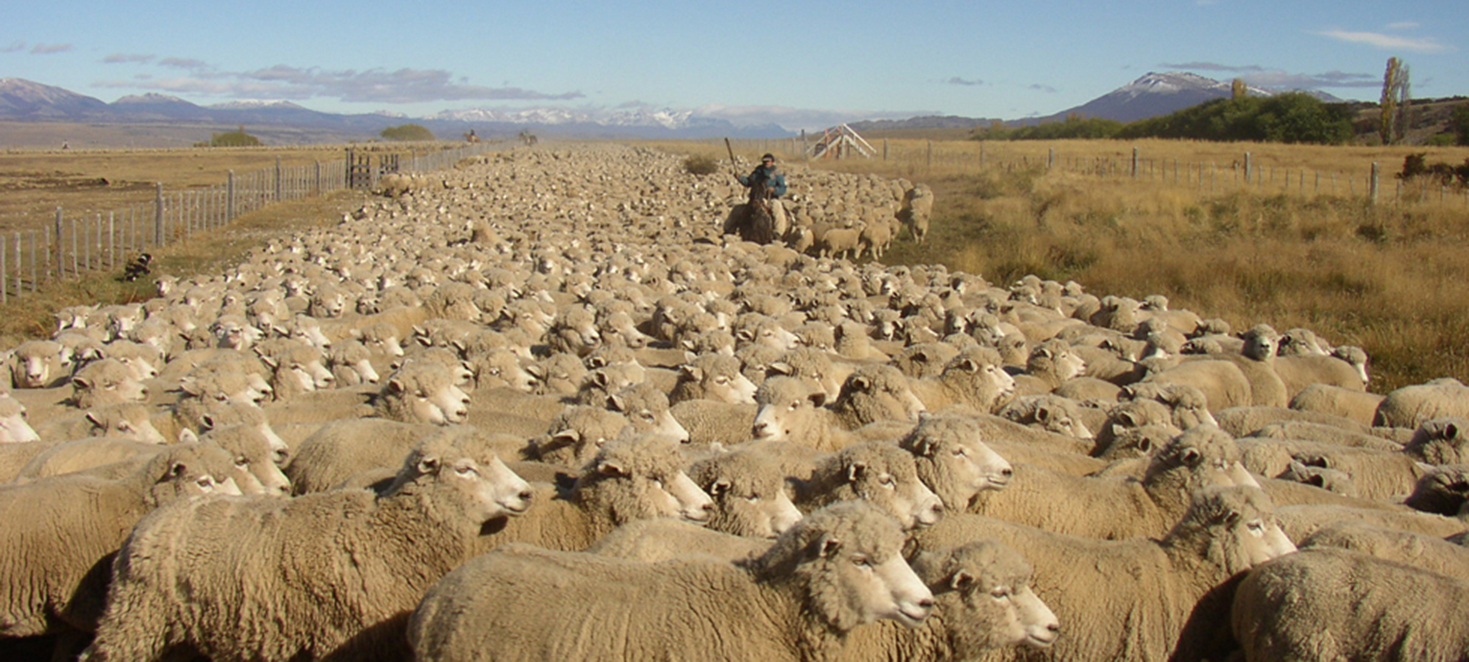
Pecore in Patagonia, Argentina

L'ovinicoltura è l'allevamento della pecora per scopi economici.

## Storia
La domesticazione della pecora è molto antica ed è avvenuta probabilmente in Mesopotamia, nella cosiddetta mezzaluna fertile, intorno al 10.000 a.C. Il processo di allevamento seguito alla domesticazione ha portato allo sviluppo e alla diffusione di nuove razze.
L'ovinicoltura ebbe un ruolo privilegiato sia nell'economia dei Romani sia dei successivi stati europei Medioevali.
Nell'Età Moderna le tecniche europee di allevamento ovino si sono diffuse in tutto il mondo, compresi i continenti scoperti dalle nuove esplorazioni geografiche (America e Oceania). Per l'allevamento ovino è stata molto importante una mutazione avvenuta nel Maghreb, che ha portato alla comparsa di pecore con una lana molto fine; condotta in Spagna, questo tipo di pecora ha dato origine alla razza Merino, custodita gelosamente dagli Spagnoli fino al Settecento.
Nel XX secolo si è verificata nei Paesi occidentali una diminuzione degli allevamenti basati sulla transumanza ed un aumento degli allevamenti semi-stanziali e stanziali.

## Allevamento

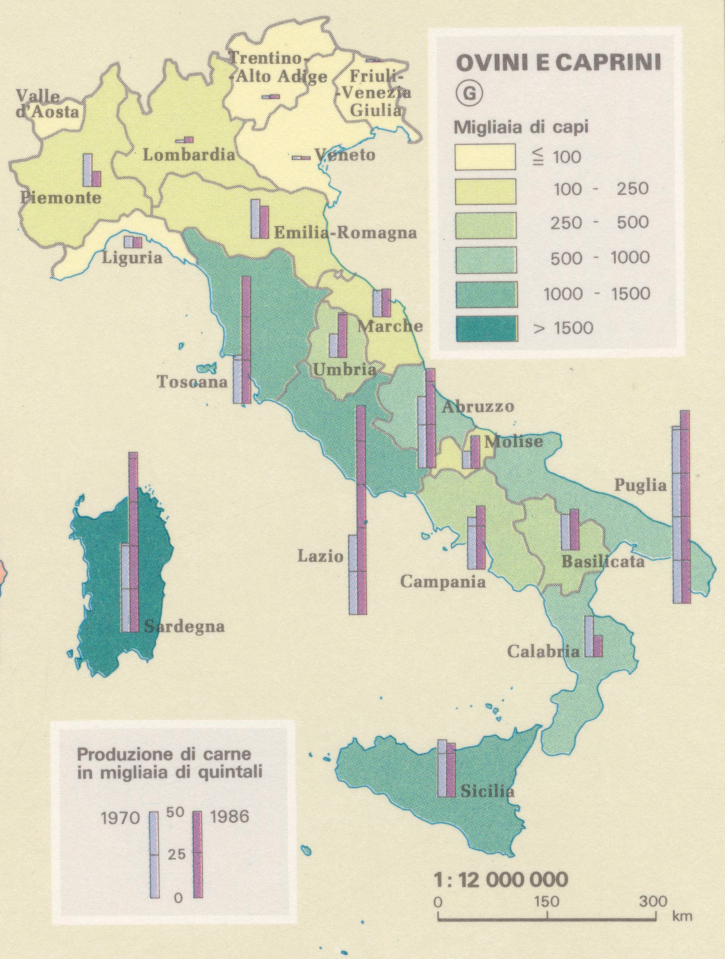
Allevamento (mappa) e produzione di carne di ovini e caprini (riquadro in basso) in Italia (1970, 1986)

Le pecore vengono allevate allo stato brado, semi-stallino e stallino. In Italia sono presenti tutti e tre tipi di allevamento, ma quelli allo stato brado sono ancora prevalenti, anche se il loro numero è diminuito rispetto al passato.
Nell'allevamento allo stato brado gli animali vivono all'aperto e la loro maggiore fonte alimentare è il pascolo, che è praticato per tutto l'anno con l'eventuale integrazione di fieno e mangimi concentrati durante la stagione invernale. Nell'allevamento semi-stallino il pascolo viene praticato per una parte dell'anno (di solito 7-8 mesi) e nei mesi restanti gli animali vivono nei ricoveri, dove vengono alimentati con fieno e mangimi concentrati. Nell'allevamento stallino le pecore vivono per tutto l'anno nei ricoveri (detti ovili) e vengono alimentate con foraggi verdi di produzione aziendale sfalciati dai campi, integrati da insilato, fieno e mangimi concentrati. Nell'allevamento stallino, l'ovile è generalmente suddiviso in reparti in cui vengono collocate le diverse categorie di animali: arieti, pecore gravide, pecore in allattamento, agnelli all'ingrasso, ecc. I reparti sono separati da tramezzi e dotati di mangiatoie e abbeveratoi. I ricoveri devono essere asciutti, riparati dai venti, con la giusta ventilazione per assicurare il ricambio d'aria ma senza correnti, perché la pecora teme il vento e l'umido più che il freddo. Nelle regioni del nord e in montagna gli ovili sono chiusi, mentre nelle regioni del sud e a quote più basse si trovano ovili chiusi su tre lati, con un lato aperto verso un cortile recintato. Nell'allevamento intensivo oltre alla stabulazione permanente si praticano l'allattamento artificiale degli agnelli e l'inseminazione artificiale.
L'Australia è una delle nazioni con il più alto numero di capi allevati. Fra le principali cause di morte delle pecore è la miasi ovvero l'infestazione di larve di mosca. Gli allevatori ricorrono alla pratica del mulesing per ridurre i casi di infestazioni, malgrado le molte polemiche sulle sofferenze inflitte agli animali. Anche le infestazioni da parassiti gastrointestinali come il nematode Haemonchus contortus sono responsabili di gravi perdite.

## Produzione
- Carne: è la produzione primitiva. Le pecore hanno di solito un solo parto l'anno, ma negli allevamenti stallini per la produzione di carne si possono avere due parti. Le nascite degli agnelli avvengono in primavera, estate e inverno.

In base all'età di macellazione, si distinguono: 
- agnelli da latte (30-40 giorni);
- agnelli maturi (3-4 mesi);
- agnelloni (6-7 mesi);
- castrati (1 anno);
- montoni (2 anni).

Nei Paesi occidentali è prevalente il consumo dei giovani agnelli in primavera, mentre nei Paesi islamici il montone è una carne apprezzata e viene consumata nel corso delle feste tradizionali.
- Latte: poco consumato, è usato in prevalenza per la produzione di formaggi.
- Lana: è utilizzata per la produzione di tessuti e tappeti.

Nel mondo, gli allevamenti ovini sono maggiormente presenti in Australia, Nuova Zelanda, Argentina e Sudafrica. Nell'Unione europea l'allevamento della pecora riveste maggiore importanza nel Regno Unito, in Spagna, Francia, Grecia, Irlanda e Italia. In Italia, l'allevamento ovino è maggiormente presente in Sardegna, Sicilia, Lazio, Abruzzo, Puglia, Basilicata e Calabria.